# Hans-Ulrich Schmincke
Hans-Ulrich Schmincke (* 21. Oktober 1937 in Detmold; † 24. August 2024 in Kiel) war ein deutscher Vulkanologe, der zu den weltweit renommiertesten Forschern auf diesem Gebiet zählt.

## Werdegang
Hans-Ulrich Schmincke legte 1957 am Gymnasium Leopoldinum in Detmold die Abiturprüfung ab und studierte von 1957 bis 1964 an den Universitäten Göttingen, Freiburg, Aachen, Baltimore und Santa Barbara. Seine Habilitation für Geologie und Petrologie schloss er 1969 ab.
Er lehrte von 1969 bis 1990 an der Ruhr-Universität Bochum. 1990 übernahm er den Posten des Direktors der Abteilung Vulkanologie und Petrologie am Leibniz-Institut für Meereswissenschaften (IFM Geomar) der Universität Kiel, den er bis zu seiner Emeritierung im Jahre 2003 bekleidete.
Von 1983 bis 1991 war Schmincke Generalsekretär der internationalen Vulkanologen-Vereinigung International Association of Volcanology and Chemistry of the Earth’s Interior (IAVCEI). 1987 gehörte er zu den Gründungsmitgliedern der Deutschen Vulkanologischen Gesellschaft.
Seine Forschungsergebnisse auf dem Gebiet des Vulkanismus veröffentlichte er 1986 in dem Buch Vulkanismus, welches sich im Laufe der Jahre zu einem Standardwerk entwickelte und auch ins Englische und Japanische übersetzt wurde. Von 1985 bis 1995 war er Hauptherausgeber der internationalen Fachzeitschrift Bulletin of Volcanology. Daneben publizierte er auch etwa 300 Fachveröffentlichungen.
In Deutschland erforschte er den Vulkanismus in der Eifel. Ein weiterer Schwerpunkt seiner Arbeiten waren die Kanarischen Inseln, wo er ab 1965 hauptsächlich auf Gran Canaria forschte. Schmincke bereiste 1993 das Gebiet des Paektusan an der Grenze China/Nordkorea und machte Erkenntnisse über seinen Ausbruch bekannt.
Für seine wissenschaftliche Forschungstätigkeit wurde er national und international ausgezeichnet. 1991 erhielt er den höchsten deutschen Wissenschaftspreis, den Leibniz-Preis der Deutschen Forschungsgemeinschaft.

## Auszeichnungen (Auswahl)
- 1991: Leibniz-Preis der Deutschen Forschungsgemeinschaft
- 1993: Thorarinsson-Medaille (IAVCEI)
- 2001: Hans-Stille-Medaille
- 2012: Gustav-Steinmann-Medaille[5]

## Publikationen
- Vulkanismus, 3. überarbeitete Auflage. Wissenschaftliche Buchgesellschaft 2010, ISBN 978-3-89678-690-6.
- Vulkane der Eifel – Aufbau, Entstehung und heutige Bedeutung, 2. Auflage, Springer Spektrum 2014, ISBN 978-3-8274-2984-1.
- mit Mari Sumita: Geological Evolution of the Canary Islands, Görres Verlag, Koblenz 2010, ISBN 3-86972-005-0.